# Spilosoma aestiva
Spilosoma aestiva är en fjärilsart som beskrevs av Wize 1936. Spilosoma aestiva ingår i släktet Spilosoma och familjen björnspinnare. Inga underarter finns listade i Catalogue of Life.